# 喬里鄉
44°44′N 27°34′E / 44.733°N 27.567°E
喬里鄉（羅馬尼亞語：Comuna Valea Ciorii, Ialomița），是羅馬尼亞的鄉份，位於該國南部，由雅洛米察縣負責管轄，面積52平方公里，海拔高度20米，2007年人口1,956，人口密度每平方公里37人。